# Elecciones parlamentarias de Macedonia de 2011
Las elecciones parlamentarias de Macedonia de 2011 se celebraron el 5 de junio de 2011 (un año antes de lo necesario).

## Resultados electorales
| Listas | Listas                                | Votos     | %     | Asientos |
| ------ | ------------------------------------- | --------- | ----- | -------- |
|        | VMRO-DPMNE                            | 438.135   | 38,98 | 56       |
|        | Unión Socialdemócrata de Macedonia    | 368.487   | 32.78 | 42       |
|        | Unión Democrática para la Integración | 115.095   | 10.24 | 15       |
|        | Otros                                 |           |       |          |
| Total  | Total                                 | 1.156.085 | 100   | 123      |